# Le Radeau de la Méduse
Le Radeau de la Méduse je francouzský dobrodružný film z roku 1994, který režíroval Iradj Azimi.
Po bitvě u Waterloo roku 1816 je na francouzský trůn znovudosazen král Ludvík XVIII. Z Rochefortu vyplouvá do Senegalu fregata „Medúza“ pod vedením kapitána Chaumareys (Jean Yanne). Na její palubě cestuje budoucí senegalský guvernér Julien Schmaltz (Philippe Laudenbach) se svojí manželkou Reine (Claude Jade) a dcerou (Stéphanie Lanoux). Kromě nich tam bylo úhrnem 400 cestujících včetně 160 členů posádky. 17. července loď najela na mělčinu u pobřeží Západní Afriky…

## Obsazení
| Jean Yanne          | Hugues Duroy de Chaumareys |
| Daniel Mesguich     | Lt. Coudein                |
| Claude Jade         | Reine Schmaltzová          |
| Philippe Laudenbach | Julien Schmaltz            |
| Laurent Terzieff    | Théodore Géricault         |
| Alain Macé          | Henri Savigny              |